# 柯建銘
柯 建銘（か けんめい、コー ジエンミン、1951年〈民国40年〉9月8日 - ）は、中華民国（台湾）の政治家。民主進歩党所属の立法委員。

## 経歴
1986年、民進党の創設メンバーとなる。
1992年の第2回立法委員選挙で新竹市選挙区から出馬し、初当選した。1995年の第3回立法委員選挙、1998年の第4回立法委員選挙、2001年の第5回立法委員選挙、2004年の第6回立法委員選挙でも再選された。
2004年、陳水扁が民進党主席を引責辞任したため、党主席代理に就任した。
2008年の第7回立法委員選挙では、選挙区再編により全国不分区及び僑居国外国民から再選された。
2011年、蔡英文が2012年総統選挙に出馬を表明したため、党主席代理を務めた。
2012年の第8回立法委員選挙でも再選された。
2016年の第9回立法委員選挙では再び新竹市選挙区から出馬し、国民党候補に1万票の差をつけて破り、再選された。
2020年の第10回立法委員選挙では全国不分区及び僑居国外国民から再選された。
2024年の第11回立法委員選挙でも全国不分区及び僑居国外国民から再選され、立法委員当選回数が10回となり、歴代最多当選となった。

## 選挙記録
| 年度 | 選挙               | 選挙区                           | 所属政党   | 得票数    | 得票率 | 当選 | 注釈 |
| ---- | ------------------ | -------------------------------- | ---------- | --------- | ------ | ---- | ---- |
| 1992 | 第2回立法委員選挙  | 新竹市選挙区                     | 民主進歩党 | 44,318    | 32.59% |      |      |
| 1995 | 第3回立法委員選挙  | 新竹市選挙区                     | 民主進歩党 | 42,476    | 32.30% |      |      |
| 1998 | 第4回立法委員選挙  | 新竹市選挙区                     | 民主進歩党 | 35,948    | 29.75% |      |      |
| 2001 | 第5回立法委員選挙  | 新竹市選挙区                     | 民主進歩党 | 39,874    | 24.65% |      |      |
| 2004 | 第6回立法委員選挙  | 新竹市選挙区                     | 民主進歩党 | 37,841    | 12.03% |      |      |
| 2008 | 第7回立法委員選挙  | 全国不分区及び僑居国外国民選挙区 | 民主進歩党 | 3,610,106 | 36.91% |      |      |
| 2012 | 第8回立法委員選挙  | 全国不分区及び僑居国外国民選挙区 | 民主進歩党 | 4,556,424 | 34.62% |      |      |
| 2016 | 第9回立法委員選挙  | 新竹市選挙区                     | 民主進歩党 | 90,642    | 41.33% |      |      |
| 2020 | 第10回立法委員選挙 | 全国不分区及び僑居国外国民       | 民主進歩党 | 4,811,241 | 33.98% |      |      |
| 2024 | 第11回立法委員選挙 | 全国不分区及び僑居国外国民       | 民主進歩党 | 4,982,062 | 36.16% |      |      |